# Antinomy of Common Flowers
Touhou Hyouibana ~ The Antinomy of Common Flowers (яп. 東方憑依華 ～ Antinomy of Common Flowers., То̄хо̄ Хьо̄йбана, досл. «Східні одержимі квіти 〜 Антиномія простих квітів») — гра 2017 в жанрі файтинґ розроблена Twilight Frontier і видана  Team Shanghai Alice на Windows в 2017. Це найновіший файтинґ в серії Touhou Project, який продовжує додатковий сюжет з версії Urban Legend in Limbo на PlayStation 4, випущеної в 2016.
Порти Antinomy of Common Flowers для PlayStation 4 та Nintendo Switch були анонсовані у травні 2019 року   та випущені 22 квітня 2021 року 

## Ігролад

Маріса (ліворуч) використовує спеціальну навичку проти Моко (праворуч)

Antinomy of Common Flowers – це файтинґ, у якому гравець намагається виснажити шкалу здоров'я свого опонента, використовуючи різні рухи, такі як удари руками та ногами, а також складні спеціальні рухи, для виконання яких потрібні спеціальні дії. Чарокартки, спеціальні рухи, які значно потужніші за звичайні, можна використовувати, заряджаючи шкалу завдаючи шкоди опоненту, і після заповнення дозволяє використати чарокартку. Кожен персонаж у грі має на вибір три чарокатки. В Antinomy of Common Flowers немає землі, що дозволяє складне повітряне пересування. 
В Antinomy of Common Flowers гравець керуватиме двома персонажами в будь-якому матчі.  «Господар» — це головний персонаж, яким гравець керує, і може тимчасово перемикатися на «раба», якого можна використовувати для швидкого розширення комбо. Крім того, коли гравець отримує шкоду, частина його здоров'я зберігається в білій смузі, а під час гри за раба біле здоров'я повільно збільшується. Отримання шкоди під час гри за раба зменшить «окультну шкалу» гравця, і якщо вона виснажиться, гравець буде змушений повернутися до господаря, доки шкала знову не збільшиться, що відбуватиметься за замовчуванням, але її можна збільшити швидше, завдаючи шкоди супернику.
В Antinomy of Common Flowers гравець може брати участь в матчах, як проти ШІ, так і з іншими гравцями онлайн, грати в режимі тренування, в якім він може вільно тестувати свої атаки, або в режимі історії, де гравець буде битися з багатьма ворогами по черзі та може розблокувати нових персонажів, перемагаючи їх. 

## Сюжет
В рамках Інциденту Міських Легенд відбувається явище під назвою «Ідеальне Володіння», коли душу і тіло людей повністю захоплюються кимось іншим. Рейму вирішує дослідити причину Ідеального Володіння. 

## Персонажі
В Antinomy of Common Flowers усі персонажі, крім Джьоон та Шіон, доступні з самого початку гри в режимі двобою. В режимі історії гравцеві надаються попередньо встановлені пари господар-раб, більше з яких розблоковується після проходження гри за певних персонажів. У грі є загалом 19 персонажів, кожен з яких має свій власний рівень. 
- Рейму Хакурей — Міко храму Хакурей. Її атаки - це поєднання ближнього бою з даммаку. Рейму доступна першою в історії, з Касен як її рабом.
- Маріса Кірісаме  — Чарівниця. Її стиль бою покладається на швидкість.
- Ічірін Кумой — Йокай монахиня. Хоча вона повільна, Ічірін може випускати даммаку з допомогою свого напарника, Ундзана.
- Бякурен Хіджірі — Йокай і чарівниця. Монахиня буддійського хмару Мьорен.
- Мононобе но Футо — Даосист і шікаїсен може використовує феншвей. Її атаки засновані на швидкості, і тарілках.
- Тойосатомімі но Міко — Свята заснована на принці Шьотоку. Її стиль бою покладається окультну спец навичку, що посилює або куль або ближні атаки.
- Ніторі Кавашіро — Каппа, інженер. Її зброя випускає різноманітне даммаку.
- Койші Комеїджі — Саторі, якої цуралися люди, тому вона закрила третє око, щоб запечатати свою силу.
- Мамідзо Футацуїва — Баке-данукі з зовнішнього світу. Її атаки використовують танукі, які випускають даммаку.
- Хата но Кокоро — Менрейкі, яка не може використовувати міміку, заміняючи її масками. Це відбивається на її стилі, в якім маска змінюється залежно від атаки.
- Касен Ібаракі — Ібаракі-доджі і мудрець Ґенсокьо. Використовує улюбленців і правицю, яка може витягуватися.
- Фуджівара но Моко — Людина, що стала безсмертною випивши Хорайський еліксир. Використовує ближні атаки поєднані з вогнем.
- Шіммьомару Сукуна — Кобіто, чиє чарівне калатало, яке може виконувати бажання кобіто. Її швидкість і малий розмір дозволяє використовувати ближні атаки мискою і голкою.
- Суміреко Усамі — Чарівниця з Канто, яка може відвідувати Ґенсокьо уві сні. Використовує екстрасенсорику, щоб кидати різні речі в суперника.
- Рейсен Удонґеїн Інаба —  Місячний кролик, яка керує довжиною хвиль.
- Доремі Світ — Баку (тапір), яка керує снами. Вона може красти "душі снів" в суперника, що підвищує шкоду її чарокарток.
- Тенші Хінанаві —  Теннін (небожитель), яка прибула в Ґенсьокьо через нудне життя в раю. Вона всебічний боєць, і її Меч Хісо може змінювати подобу залежно від обставин.
- Юкарі Якумо — Йокай меж. Що відвається на атаках, і дозволяє їй матеріалізувати речі нізвідки.
- Джьоон Йоріґамі — Богиня нещастя, яка зазвичай бідна, але все ж обожнювана навколишніми[8].
- Шіон Йоріґамі — Старша сестра Джьоон, богиня бідності, яка накликає нещастя на себе та інших.[8] Вона раб Джьоон і єдиний негральний персонаж.

## Розробка
Antinomy of Common Flowers анонсована в блозі ZUN'а в грудні 2016. Гра випущена на Comiket 93 29 грудня 2017, і в Steam   5 січня 2018. Порти на PlayStation 4 і Nintendo Switch анонсовані в травні 2019, і 21 березня 2021, Phoenixx випустили промо відео, що позначило вихід на 22 квітня 2021. Версії на Switch і PS4 використовують англійський фанатський переклад, що робить цю гру першою в серії Touhou, випущеною на іншій мові окрім японської.

## Критика
IGN Japan поставили ПК-версії оцінку 8,5/10, високо оцінивши музику, оригінальність сюжету та те, як ігролад дозволяє використовувати різноманітні стилі бою, а також те, що він дуже доступний для новачків у Touhou і файтинґах загалом. Однак поскаржилися, що брак гравців ускладнює пошук онлайн матчів.  Для порівняння, Noisy Pixel оцінив версію для PlayStation 4 на 7/10, високо оцінивши музику, художнє оформлення та ігролад, але поскаржився на відсутність списку рухів у меню паузи, а також на «дещо сумнівний» переклад.  Movies Games and Tech приділили особливу увагу великій кількості персонажів та варіантів ігрового процесу, але розкритикували затримку інпутів та відсутність озвучки. 